# 明日も (SHISHAMOの曲)
「明日も」（あしたも）は、SHISHAMOの楽曲。オリジナル・アルバム『SHISHAMO 4』に収録されている。2017年1月にNTTドコモ『ドコモの学割』のCMソングに使用され、同年12月には『NHK紅白歌合戦』に初出場し披露された。

## 楽曲解説
- バンドの地元である川崎のサッカークラブチーム、川崎フロンターレの試合観戦の体験を元に制作された曲[14]。宮崎は初めての観戦でサポーターの熱さに胸を打たれたと語っており、後にフロンターレのチャントとして使用されることとなった[15]。
- 2017年1月19日、FM802『ROCK KIDS 802』でラジオ初オンエアされた[16]。
- 3月5日、明治安田生命J1リーグ フロンターレホームゲームの開幕戦で、SHISHAMOは始球式を務めた[17]。また、2019年5月17日、J1リーグ第12節・川崎フロンターレvs名古屋グランパスのハーフタイムショーに出演し、「明日も」が生演奏で披露された[18]。
- 12月31日、SHISHAMOは『第68回NHK紅白歌合戦』に出場した。12月1日に募集が開始され、88組の中から選ばれた高校生のホーン隊と共に「明日も〜紅白2017ver.〜」を披露した[19][20]。
- リリース時点でSHISHAMOが発表していた曲で、応援ソングと呼ばれるものは少なく、「明日も」は異質な作品だった。そのため、この曲が代表曲とされることや、「SHISHAMOは応援ソングのバンド」と思われることに宮崎は不安を感じていたという。バンドが多くの人に認知されるきっかけとなったことを喜びながらも、自分が見てほしいSHISHAMOの側面に目が向けられていなかった、というもどかしさを後のインタビューで口にしている[21][22][23]。

## ミュージック・ビデオ
- 2017年2月13日に公開されたミュージック・ビデオはフカツマサカズが監督を手掛け、フロンターレのホームスタジアムである等々力陸上競技場で撮影された。同会場でミュージック・ビデオの撮影が行われるのは初めてのことだった[24]。このビデオは2020年6月に5000万回再生を突破し[25][26]、2025年現在は8000万回再生を記録している。

## タイアップ
- NTTドコモ『ドコモの学割』「ししゃも?」篇のCMソングに使用され、2017年1月20日から放送が開始された。メンバーも演奏シーンでCMに初出演を果たした[12]。また、同社の年末限定CM「忘年会」篇にも使用され、こちらはメンバーが居酒屋の店員に扮して出演した。このCMは同年12月29日から31日までの3日間限定でオンエアされた[27]。
- 2019年、GoogleのWeb CM『Google アプリ：SHISHAMOさんの気になるネタ、まとめてお届け』のCMソングに使用され、7月1日にYouTubeで公開された。CMはメンバーが出演し、Googleアプリを通じてフロンターレの気になるネタを収集するという内容になっている[28]。

### 明日も(IKUSHAMO ver.)
- 2025年3月15日からオンエア開始の、アサヒ飲料『三ツ矢サイダー』の新TVCM「生田絵梨花/#バンドに夢中」編に使用された。CMではメンバーと生田絵梨花がコラボバンド "IKUSHAMO" を結成し、4人で演奏を行った[30]。
- 3月28日の「三ツ矢の日」には、CMで使用された音源の「明日も(IKUSHAMO ver.)」が各サイトにて配信リリースされた。また、当日19:00からはアサヒ飲料公式YouTubeチャンネルにて、"IKUSHAMO"でYouTubeスペシャルトークLIVEを行い、20:00には特別コラボミュージック・ビデオが公開された[30][31]。

## テレビ出演
| 番組名                                       | 放送日                    | 放送局                     | 演奏曲                                                        |
| -------------------------------------------- | ------------------------- | -------------------------- | ------------------------------------------------------------- |
| ミュージックステーション                     | 2017年02月24日            | テレビ朝日                 | 明日も                                                        |
| CDTV                                         | 2017年07月01日            | TBS                        | 明日も                                                        |
| ミュージックステーション ウルトラFES 2017    | 2017年09月18日            | テレビ朝日                 | 明日も                                                        |
| SONGS 第440回                                | 2017年11月02日            | NHK総合                    | 明日も                                                        |
| 2017 FNS歌謡祭 第2夜                         | 2017年12月13日            | フジテレビ                 | 明日も ほら、笑ってる                                         |
| ミュージックステーション スーパーライブ      | 2017年12月22日            | テレビ朝日                 | 明日も                                                        |
| 第68回NHK紅白歌合戦                          | 2017年12月31日            | NHK総合                    | 明日も〜紅白2017ver.〜                                        |
| シブヤノオトPresents! SHISHAMOリクエストLIVE | 2018年06月09日            | NHK総合                    | ドキドキ きっとあの漫画のせい 私の夜明け 熱帯夜 明日も 恋する |
| MUSIC FAIR                                   | 2019年04月13日            | フジテレビ                 | 明日も OH！                                                   |
| 第6回明石家紅白！                            | 2019年06月15日            | NHK総合                    | 明日も                                                        |
| シブヤノオトPresents! SHISHAMOリクエストLIVE | 2019年06月30日            | NHK総合                    | OH！ 恋する 君と夏フェス きっとあの漫画のせい 明日も          |
| SONGS 第507回                                | 2019年08月31日            | NHK総合                    | 明日も 君の隣にいたいから                                     |
| The Covers                                   | 2023年08月05日 (先行放送) | NHK BS4K                   | こいのうた(GO!GO!7188) 明日も 夏恋注意報                      |
| The Covers                                   | 2023年09月03日            | NHK BS4K・NHK BSプレミアム | こいのうた(GO!GO!7188) 明日も 夏恋注意報                      |

## 参加ミュージシャン

### SHISHAMO
- 宮崎朝子：Guitar, Vocal
- 松岡彩：Bass
- 吉川美冴貴：Drums

### 外部ミュージシャン
- 西岡ヒデロー：Trumpet
- 宮内岳太郎：Trombone
- 栗原健：Saxophone

## 収録アルバム
- 『SHISHAMO 4』
- 『SHISHAMO 4 NO SPECIAL BOX』
- 『SHISHAMO BEST』
- 『10th Anniversary Acoustic Album「ACOUSTIC SHISHAMO」』※アコースティックバージョン

## カバー
- 小鞠知花（寺澤百花） - 2024年9月25日のアルバム『負けヒロインが多すぎる！ マケイン応援！カバーソングコレクション』に収録。